# Бауэр, Отто
Отто Бауэр (нем. Otto Bauer, 5 сентября 1881, Вена — 5 июля 1938, Париж) — австрийский политический деятель, революционер и публицист, теоретик австромарксизма, генеральный секретарь Социал-демократической партии Австрии.

## Биография
Родился в Вене в семье еврейских выходцев из Богемии, владельцев мануфактуры. Окончил народную школу и гимназию в Вене, там же, в университете обучался по специальности «право». Предметом его изучения в Венском университете были экономические и политические законы. В 1906 году он защитил диссертацию по правоведению.
В 1907 году впервые была избрана палата представителей Рейхсрата на основе всеобщего и равного избирательного права мужчин старше 24 лет. Император Франц Иосиф I решился расширить избирательные права в том числе и под впечатлением революции 1905-1907 годов. Социал-демократическая партия, впервые представленная в парламенте в 1897 году 14 мандатами, получила теперь 87 мест и сформировала вторую по величине парламентскую группу. По просьбе лидера партии Виктора Адлера Отто Бауэр стал секретарём клуба социал-демократических членов рейхсрата. В том же году Бауэр стал работать в редакции газеты «Борьба», и «Рабочей газете».
Во время Первой мировой войны был призван в армию и направлен на Восточный фронт. Участвовал в чине лейтенанта в боях в Галиции, в ноябре 1914 года попал в плен, три года провёл в России и вернулся в Австрию в сентябре 1917 г.
После смерти Виктора Адлера в 1918 становится председателем социал-демократической партии Австрии.
С 21 ноября 1918 по 26 июля 1919 министр иностранных дел в  коалиционном правительстве социал-демократов и Христианско-социальной партии.
В 1921 — один из организаторов т. н. «Двухсполовинного» или «Венского» интернационала. После его объединения со II (Социалистическим) Интернационалом в 1923 году — член бюро исполкома Социнтерна.
Как редактор политических рабочих газет Отто Бауэр выступал с идеями социальной демократии. За подобный подход к устройству общества, выражавшийся в попытке «революции с избирательным бюллетенем», подвергался критике со стороны Льва Троцкого. Основной потенциал политических преобразований видел в прогрессивных экономических изменениях и соединении советской и социальной демократий, что должно было обеспечить построение «Интегрального социализма».
Издано 9 томов его произведений, и все они посвящены проблемам социальной справедливости в обществе. Наиболее значимыми трудами являются: Zwischen zwei Weltkriegen?, 1936. (Между двумя войнами?) и Die illegale Partei, 1939. (Нелегальная партия).
Изображён на австрийской почтовой марке 1981 года.

## Список произведений

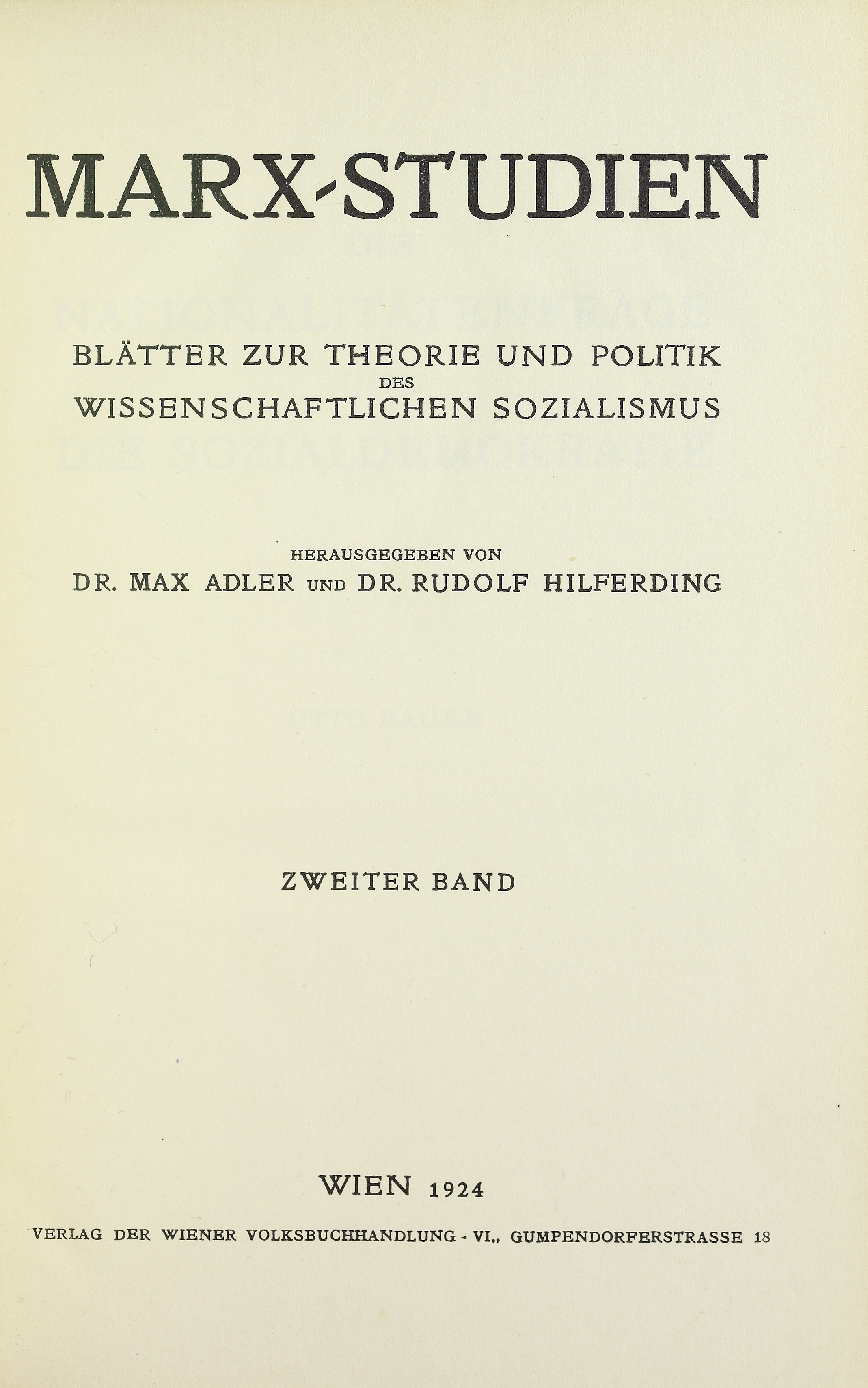
Nationalitätenfrage und die Sozialdemokratie, 1924

- Die Nationalitätenfrage und die Sozialdemokratie («Национальный вопрос и социал-демократия»). — Wien, 1908. (нем.)
- Die Sozialisierungsaktion im ersten Jahre der Republik. — Wien, 1919.
- Der Weg zum Sozialismus. — Berlin, 1919.
- Bolschewismus oder Sozialdemokratie? — Wien, 1920.
  - Большевизм или социал-демократия? (отрывок из книги) // Российская газета
- Die österreichische Revolution («Австрийская революция»). — Wien, 1923. (нем.)
- Das Weltbild des Kapitalismus («Мировоззрение капитализма»). — Wien, 1924. (нем.)
- Die Nationalitätenfrage und die Sozialdemokratie. — Wien, 1924.
- Der Kampf um Wald und Weide. — Wien, 1925.
- Sozialdemokratische Agrarpolitik. — Wien, 1926.
- Sozialdemokratie, Religion und Kirche. — Wien 1927.
- Kapitalismus und Sozialismus nach dem Weltkrieg. — Berlin, 1931.
- Der Aufstand der österreichischen Arbeiter. Seine Ursachen und seine Wirkungen. — Prag, 1934. (нем.)
- Zwischen den Weltkriegen? Die Krise der Weltwirtschaft, der Demokratie und des Sozialismus. — Prag, 1936.
- Der Faschismus. — 1936.
- Die illegale Partei. — Paris, 1939. (посмертное изд.) (нем.)

На русском языке:
- Бауэр О. Национальный вопрос и социал-демократия / С предисл. Х. Житловского; Пер. с нем. М. С. Панина. СПб. Изд. «Серп», 1909. — LVI, 600, [2] с.
  - Национальный вопрос и социал-демократия. — М.: Ленанд, 2015. — 598 с.
- Бауэр О. Австрийская революция 1918 года. Пер. с нем. А. и Г. Хавиных. М.—Л., Гос. изд., 1925. XIV + 294 с. 6 000 экз.
- Бауэр О. История австрийской революции. Пер. с нем. Б. Френкель и С. Фертика. [Харьков], «Пролетарий», 1925. XXXII + 464 с. 7 000 экз.
- Бауэр О. Накопление капитала // Люксембург Р. Накопление капитала: Том I и II. — 5-е изд. — М.-Л.: Соцэкгиз, 1934. — С. 114-127. — XLIV, 463 с.